# الطاحونة الحمراء
الطاحونة الحمراء (باريس) (بالفرنسية: Le Moulin-Rouge) هي صالة العروض الأشهر في العالم، كما تعدّ المثال الأكل على «الكاباريه» وهي ملهى ليلي باريسي تأسس في عام 1889 من قبل جوسيف أولر وتشارلز زيدلير. وتقع على شارع دو كليشي في الدائرة الثامنة عشرة في باريس، في سفح حي مونمارتر. قريبة من مترو بيكال. وهي تعدّ كأحد المعالم السياحية والمواقع الأثرية في باريس. وقد قُلد أسلوبها واسمها في العديد من الملاهي الأخرى في العالم.
وفي هذا المكان تدور أحداث فيلم الطاحونة الحمراء.

## الوصول إليها
ونستطيع أن نصل إليها عن طريق الخط 2 لمترو باريس محطتي مترو بيكال أو مترو الخط 12 لمترو باريس محطة أبيس.

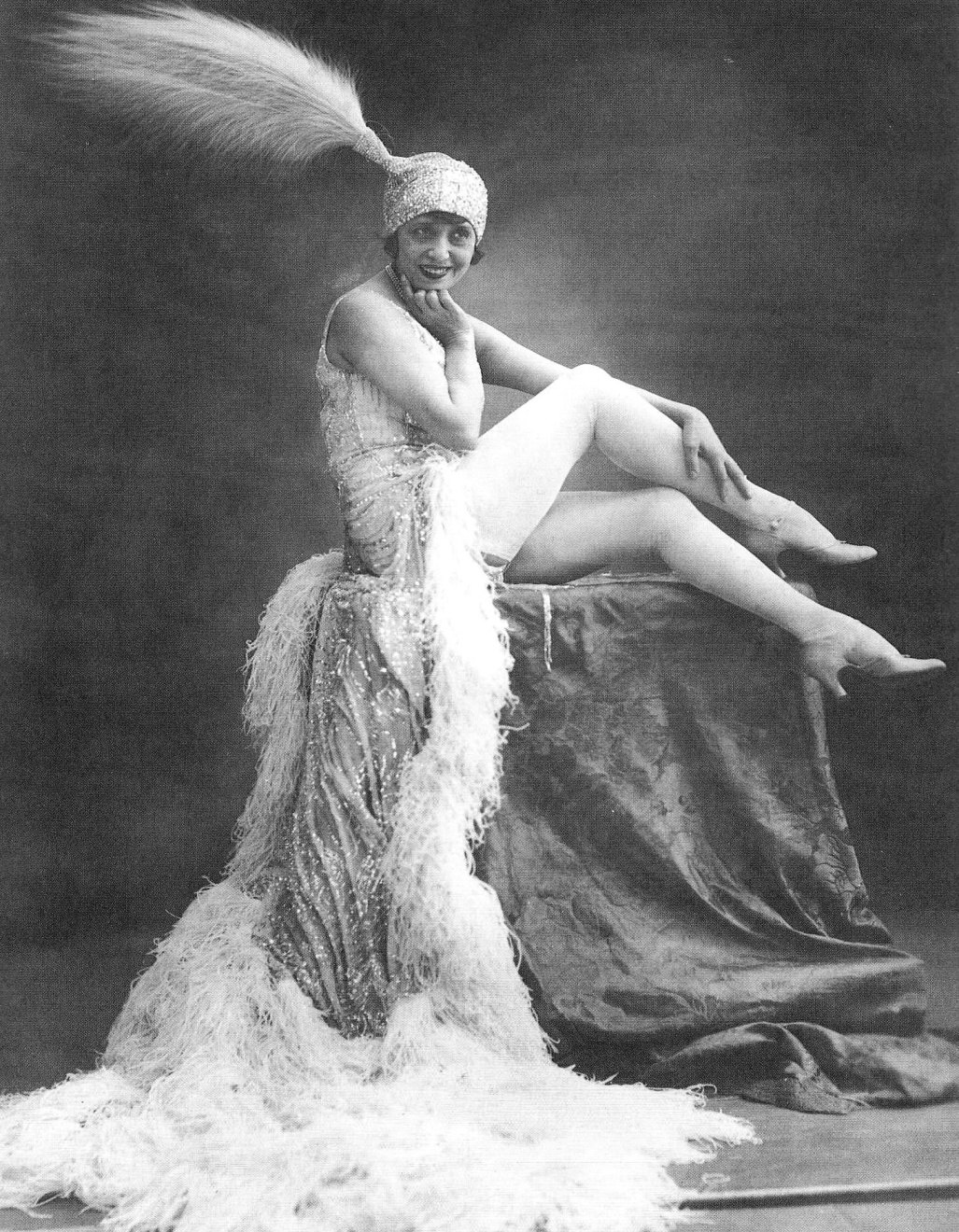
عارضة في الطاحونة الحمراء في بداية القرن العشرين

## التاريخ

### السياق التاريخي
كان ذلك في «الزمن الجميل» وهو وقت السلام والتفاؤل الذي تميز بالتقدم الصناعي والتوسع الثقافي الغني فعلى سبيل المثال المعرض العالمي لعام 1889 (وهي سنة الاحتفال بالذكرى المئوية للثورة الفرنسية وعرض برج ايفل) وفي عام 1900 انتعشت الرموز الفنية بتأثير ما يُسمى بالتأثير الياباني، والحركة الفنية المستوحاة من الشرق مع التلميذ الرائع تولوز لوتريك عندما كان في ذروته. كان حي مونمارتر في وسط باريس العملاقة ولكنه يصبح بشكل أكثر وأكثر كقرية ريفية.
كان هناك حوالي 30 طاحونة هواء في هضبة مونمارتر (منها 12 في شارع لوبيك) هذه الطواحين كانت تطحن الحبوب والذرة والجص والحجر إلخ وحتى الآن يوجد طاحونة أخرى معروفة جداً وهي طاحونة لا كاليت...
الاشتقاق اللغوي لكلمة «كاباريه» أو "Cabret" (وهو مصطلح من أصل بيكار، ومعناه «غرفة صغيرة» أو «المؤسسة التي تقدم المشروبات»). ولكن العالم اللغوي جان دوني (Jean Deny) أرجع أصله إلى Kharabat من اللغة العربية («خربات») ينني البيوت الخالية والتي كانت تتخذ مكاناً للهو، وباللغة التركية «كاباريه»، أو khammarât «خمارات» كما اقترح أنطوان بولين بيهان الجذر العربي أيضاً.

### الولادة

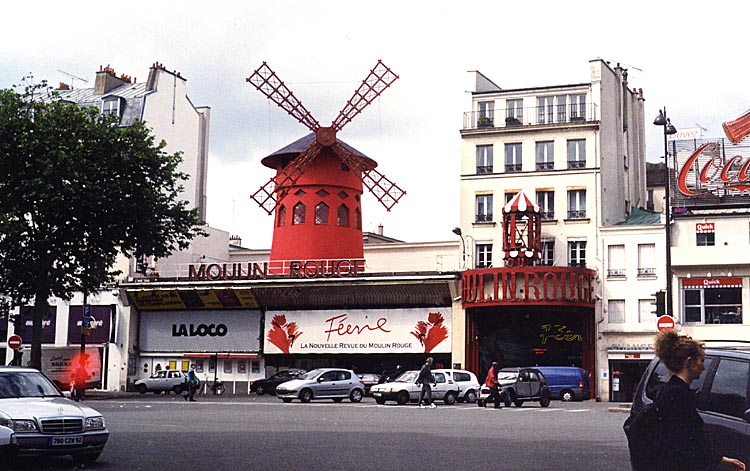
الطاحونة الحمراء

في 6 تشرين الثاني / أكتوبر 1889، افتًتِحت الطاحونة الحمراء أو «مولان روج»، في باريس على سفح هضبة مونمارتر. مصممها هو جوسيف أولر ومديرها هو تشارلز زيدلز وهما من رجال الأعمال الكبار، الذين يعرفون أذواق الناس. والهدف منها هو تمكين الناس الأكثر ثراءً من المجيء إلى حي يسير على الموضة وهو حي مونمارتر. المكان فخم في الداخل ويتيح الاختلاط لجميع الناس. فيه يمكن أن نرى الموظف الصغير، من سكان ساحة بلانش القريبة والفنانين ورجال الأعمال والمرأة الأنيقة والأجنبي العابر. وقد أطلق على الطاحونة الحمراء اسم «أول قصر للنساء»، وقد عَرف هذا الملهى بسرعة نجاحاً كبيراً.

## الأحداث الكبرى

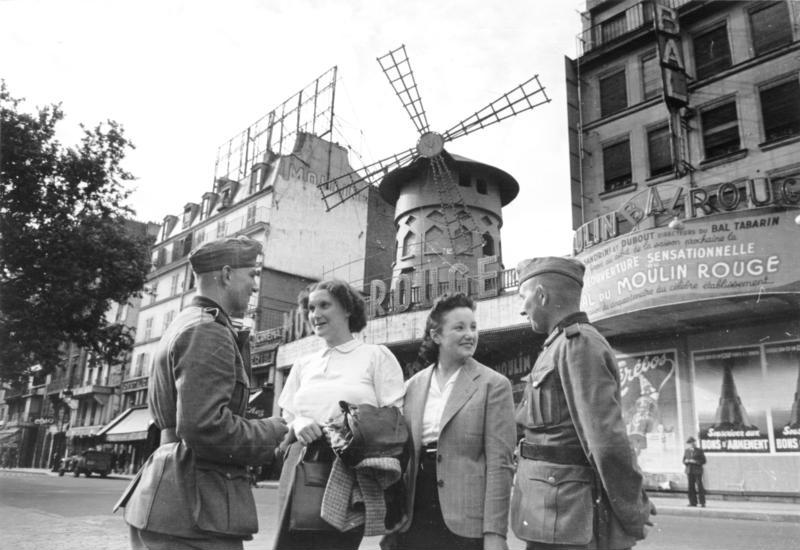
جنود ألمان أمام الطاحونة الحمراء في عام 1940 أثناء الاحتلال الألماني لباريس

في 12 تشرين الثاني /نوفمبر 1897، أغلقت المولان روج أبوابها بشكل استثنائي بسبب جنازة مديرها ومؤسسها. وقد أبَّنه «ايفيت غويلبيرت» قائلا: «لديك عبقرية لخلق متعة شعبية في الشعور العالي جدا للكلمة، للترفيه عن الحشود، اعتماداً على نوعية اللهو الشامل». في عام 1900، كانت 5 قارات، منجذبه نحو باريس بسبب المعرض العالمي، والأغنياء الذين عادوا إلى أوطانهم تكلموا عن باريس كبابل زمانها الحديثة، وهي عاصمة الملذات وتكلموا أيضاً عن «نساء باريس.» وبعد ذلك انتشرت «مطاحن حمراء» و «مونمارتر» في كل عاصمة من عواصم العالم كتقليد لباريس لا بل وتفسير حر لباريس جعلها تبدو ليس وكأنها بابل بل سدوم وعمورة.
عقدت آخر حفلة في مولان روج في 29 تشرين الثاني 1902 وبعد ذلك تحولت إلى مسرح غنائي.

## الصدى في العالم العربي
في أربعينيات وخمسينيات القرن العشرين تواجدت في بعض مدن الشرق الأوسط كمدينة القاهرة في مصر ودمشق في سوريا، عدد من الكباريهات التي كانت تقدم عدداً من العروض الغنائية والرقصات المختلفة والفقرات الكوميدية لفنانين محليين وأجانب. ولكن تقلصت أعداد الكباريهات في أعقاب ماوصفه البعض «موجة تيار ديني محافظ» اجتاحت المنطقة منذ أواسط السبعينيات كذلك بسبب تغييرات جغرافية وسكانية في البلاد بداية الثمانينيات.
كما يوجد في سوريا العديد من الكباريهات التي كانت قد افتتحت تحت اسم الطاحونة الحمراء ولا سيما في دمشق وحلب.

## بعد عام 1988

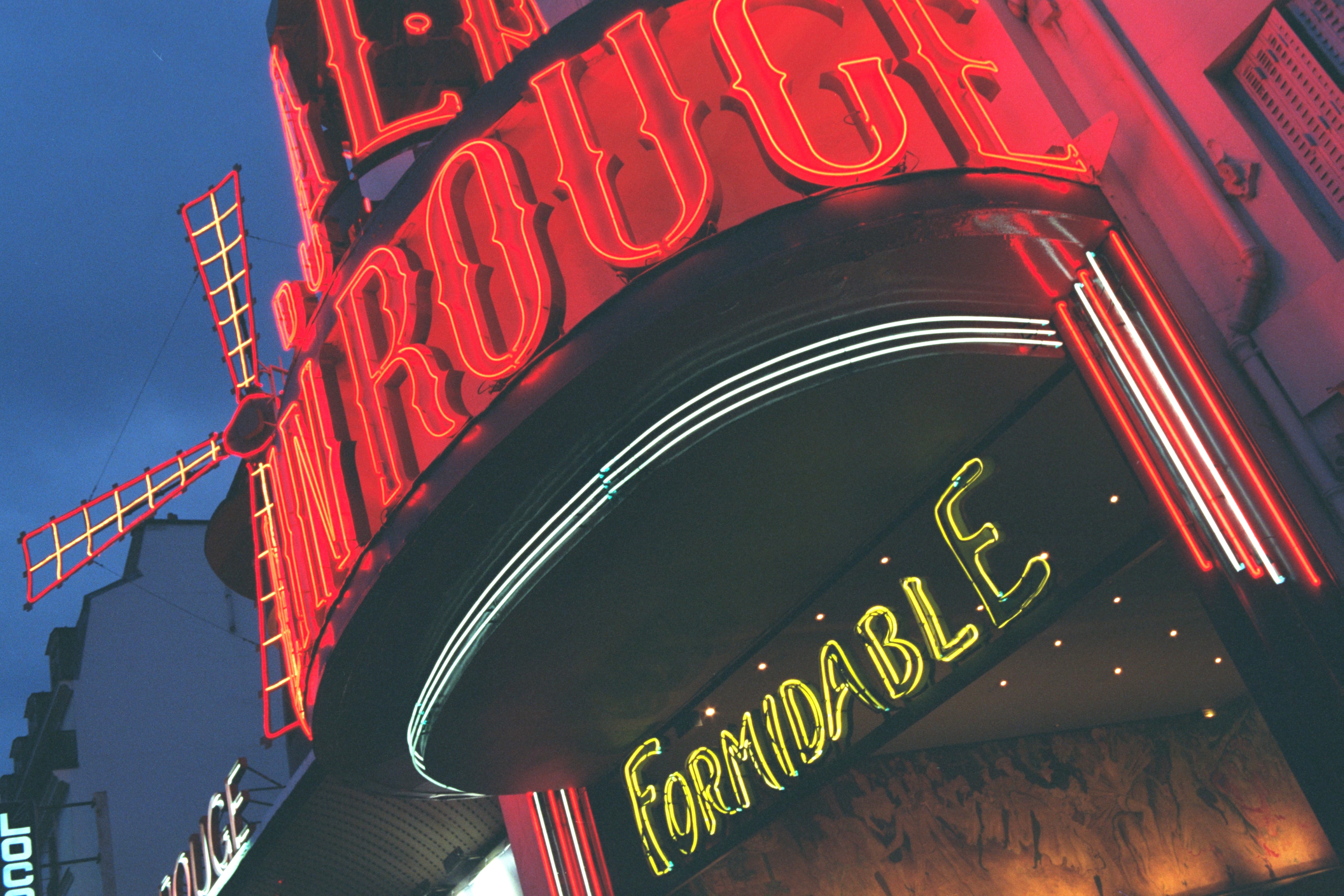
الطاحونة الحمراء في حلتها عام 1999

في 20 شباط / فبراير 1988، وذلك بمناسبة مرور مائة عام على المولان روج، فقد كانت على الصفحة الأولى من مجلة «فورميدابل» وكذلك «الأداء الملكي في باريس» وهي واحدة من المناسبات الرسمية البريطانية المرموقة، التي يشارك فيها سنويا في لندن عضو من العائلة المالكة. ووقعت للمرة الثانية في فرنسا في مولان روج. ترأست في عام 1983 من قبل الأميرة آن وفي 20 شباط 1988 كان الأمير إدوارد ضيف الشرف. وفي ربيع عام 1989، كان هناك تمثيلاً استثنائياً من قبل أمير وأميرة ويلز. وفي 6 تشرين الأول /أكتوبر من ذلك العام، تم تنظيم حفل المئوية وكان موجوداً شارل أزنافور، لورين باكال، راي تشارلز، توني كيرتس، إيلا فيتزجيرالد، مارغوكس هيمينغواي، باربرا هندريكس، دوروثي لامور، جيري لويس، جين راسل، وإسثير ويليامز.